# San Luis (Nowy Meksyk)
San Luis – jednostka osadnicza w Stanach Zjednoczonych, w stanie Nowy Meksyk, w hrabstwie Sandoval.